# Cap sur l'Île au trésor
Cap sur l'Île au trésor est un jeu vidéo d'aventure développé par Kheops Studio et édité par Nobilis, sorti en 2006 sur Windows, Mac OS et iOS. Il est adapté du roman L'Île au trésor de Robert Louis Stevenson.
Ce jeu plonge le joueur dans une aventure chez les pirates et lui propose de chercher le trésor de Long John Silver en tant que Jim Hawkins devenu capitaine.

## Accueil
- Adventure Gamers : 4/5[1]
- Gamekult : 5/10[2]
- Jeuxvideo.com : 13/20[3]